# Do Right Woman, Do Right Man
«Do Right Woman, Do Right Man» — песня американской певицы Ареты Франклин. Входит в её альбом 1967 года I Never Loved a Man the Way I Love You. Кроме того, песня была на оборотной стороне лид-сингла с этого альбома — сингла с песней «I Never Loved a Man (The Way I Love You)».
В 2004 году журнал Rolling Stone поместил песню «Do Right Woman, Do Right Man» в исполнении Ареты Франклин на 473 место своего списка «500 величайших песен всех времён». В списке 2011 года песня находится на 476 месте.